# Рузвельт (округ Тейлор, Вісконсин)
Рузвельт (англ. Roosevelt) — місто (англ. town) в США, в окрузі Тейлор штату Вісконсин. Населення — 478 осіб (2020).

## Демографія
Згідно з переписом 2010 року, у місті мешкали 473 особи в 181 домогосподарстві у складі 129 родин. Було 229 помешкань
Расовий склад населення:
| - 97,7 % — білих - 0,2 % — чорних або афроамериканців - 1,9 % — осіб інших рас |

До двох чи більше рас належало 0,2 %. Частка іспаномовних становила 2,1 % від усіх жителів.
За віковим діапазоном населення розподілялося таким чином: 26,0 % — особи молодші 18 років, 58,4 % — особи у віці 18—64 років, 15,6 % — особи у віці 65 років та старші. Медіана віку мешканця становила 40,6 року. На 100 осіб жіночої статі у місті припадало 126,3 чоловіків;  на 100 жінок у віці від 18 років та старших — 120,1 чоловіків також старших 18 років.
Середній дохід на одне домашнє господарство  становив 61 009 доларів США (медіана — 50 938), а середній дохід на одну сім'ю — 70 254 долари (медіана — 59 167). Медіана доходів становила 38 958 доларів для чоловіків та 29 306 доларів для жінок. За межею бідності перебувало 17,4 % осіб, у тому числі 30,9 % дітей у віці до 18 років та 25,4 % осіб у віці 65 років та старших.
Цивільне працевлаштоване населення становило 210 осіб. Основні галузі зайнятості: виробництво — 19,0 %, освіта, охорона здоров'я та соціальна допомога — 16,7 %, сільське господарство, лісництво, риболовля — 14,8 %.